# Ловчен (футбольный клуб)
«Ловчен» (черног. Lovćen) — черногорский футбольный клуб из города Цетине, выступающий в Третьей лиге.

## История
Клуб основан 12 апреля 1913 и является старейшим футбольным клубом Черногории. Команда названа в честь горы. Крупнейшие успехи — участие в квалификации за выход в Первую лигу СФРЮ в 1956 г. и победа в юниорском чемпионате в 1947-м, второе место в Чемпионате Черногории и победа в Кубке.
«Ловчен» вышел в Первую лигу в 2007 г., завершив сезон на первом месте во Второй лиге. Дебютный матч в высшем дивизионе сыгран 11 августа того же года на домашнем поле. Соперник — «Петровац», счёт ничейный, 2:2.
В сезоне 2013/14 клуб выиграл Кубок Черногории и занял второе место в Чемпионате.
В сезоне 2014/15 клуб сыграл в Первом квалификационном раунде Лиги Европы, где по сумме двух матчей уступил Железничару из Сараево. 
По итогам сезона 2016/17 Ловчен занял предпоследнее место вылетел из Первой лиги. В сезоне 2017/18 команда заняла 3 место во Второй лиге и по сумме двух матчей обыграл Ком в стыковых матчах и вернулась в высший дивизион, однако всего на один сезон. По итогам сезона 2019/20 клуб занял предпоследнее место и покинул и Вторую лигу. В сезоне 2020/21 команда заняла предпоследнее место в зоне «Юг» Третьей лиги. В сезоне 2023/24 Ловчен занял первое место в зоне «Юг» Третьей лиги и обеспечил себе место во Второй лиге.

## История выступлений

### Чемпионат и Кубок Черногории (2006)
| Сезон   | Дивизион                 | Место | Кубок         |
| ------- | ------------------------ | ----- | ------------- |
| 2006/07 | Вторая лига              | 1     | Первый раунд  |
| 2007/08 | Первая лига              | 6     | Второй раунд  |
| 2008/09 | Первая лига              | 7     | Финалист      |
| 2009/10 | Первая лига              | 6     | 1/8 финала    |
| 2010/11 | Первая лига              | 8     | Первый раунд  |
| 2011/12 | Первая лига              | 6     | Второй раунд  |
| 2012/13 | Первая лига              | 9     | 1/4 финала    |
| 2013/14 | Первая лига              | 2     | Победитель    |
| 2014/15 | Первая лига              | 6     | 1/4 финала    |
| 2015/16 | Первая лига              | 9     | 1/2 финала    |
| 2016/17 | Первая лига              | 11    | 1/4 финала    |
| 2017/18 | Вторая лига              | 3     | 1/4 финала    |
| 2018/19 | Первая лига              | 9     | Финалист      |
| 2019/20 | Вторая лига              | 9     | Второй раунд  |
| 2020/21 | Третья лига, регион «Юг» | 8     | Не участвовал |
| 2021/22 | Третья лига, регион «Юг» |       | Не участвовал |
| 2022/23 | Третья лига, регион «Юг» | 3     | Не участвовал |
| 2023/24 | Третья лига, регион «Юг» | 1     | Не участвовал |

### Еврокубки
| Сезон   | Турнир      | Раунд      | Соперник           | Дома | В гостях | Общий счёт |
| ------- | ----------- | ---------- | ------------------ | ---- | -------- | ---------- |
| 2014/15 | Лига Европы | Первый кв. | Железничар Сараево | 0:1  | 0:0      | 0:1        |